# Magyarország az 1936. évi téli olimpiai játékokon
Magyarország a németországi Garmisch-Partenkirchenben megrendezett 1936. évi téli olimpiai játékok egyik részt vevő nemzete volt, öt sportág, összesen kilenc versenyszámában huszonkét férfi és három női, összesen huszonöt versenyző képviselte. A magyar atléták egy bronzérmet szereztek, amellyel a nem hivatalos éremtáblázaton Magyarország a tizedik helyen végzett. A bronzérmet a Rotter Emília–Szollás László-műkorcsolyapáros szerezte.
A magyar sportolók egy sportágban összesen hét olimpiai pontot szereztek. Ez ugyanannyi, mint az előző, Lake Placid-i olimpián elért eredmény. A megnyitóünnepségen a magyar zászlót az alpesisíző Balatoni Levente vitte.

## Érmesek
| Érem  | Versenyző                    | Sportág     | Versenyszám |
| ----- | ---------------------------- | ----------- | ----------- |
| Bronz | Rotter Emília Szollás László | Műkorcsolya | Páros       |

## További magyar pontszerzők

### 4. helyezettek
| Név                                    | Sportág     | Versenyszám |
| -------------------------------------- | ----------- | ----------- |
| Szekrényesy Piroska Szekrényesy Attila | Műkorcsolya | Páros       |

### 5. helyezettek
Ezen a téli olimpián a magyar csapat nem szerzett ötödik helyet.

### 6. helyezettek
Ezen a téli olimpián a magyar csapat nem szerzett hatodik helyet.

## Eredményesség sportáganként
Az alábbi táblázat összefoglalja a magyar versenyzők szereplését. A sportág neve mögött zárójelben lévő szám jelzi, hogy az adott szakág hány versenyszámában indult magyar sportoló.
Az egyes oszlopokban előforduló legmagasabb érték vagy értékek vastagítással kiemelve.

Az olimpiai pontok számát az alábbiak szerint lehet kiszámolni: 1. hely – 7 pont, 2. hely – 5 pont, 3. hely – 4 pont, 4. hely – 3 pont, 5. hely – 2 pont, 6. hely – 1 pont.
| Sportág              | Helyezések száma | Helyezések száma | Helyezések száma | Helyezések száma | Helyezések száma | Helyezések száma | Olimpiai pont | Indulók száma | Indulók száma | Indulók száma |
| Sportág              |                  |                  |                  | 4.               | 5.               | 6.               | Olimpiai pont | Férfi         | Nő            | Össz.         |
| Alpesisí (1)         | 0                | 0                | 0                | 0                | 0                | 0                | 0             | 4             | 0             | 4             |
| Északi összetett (1) | 0                | 0                | 0                | 0                | 0                | 0                | 0             | 2             | 0             | 2             |
| Gyorskorcsolya (3)   | 0                | 0                | 0                | 0                | 0                | 0                | 0             | 1             | 0             | 1             |
| Jégkorong (1)        | 0                | 0                | 0                | 0                | 0                | 0                | 0             | 13            | 0             | 13            |
| Műkorcsolya (3)      | 0                | 0                | 1                | 1                | 0                | 0                | 7             | 4             | 3             | 7             |
|                      |                  |                  |                  |                  |                  |                  |               |               |               |               |
| Összesen             | 0                | 0                | 1                | 1                | 0                | 0                | 7             | 22            | 3             | 25            |

## Alpesisí
Férfi
| Versenyző        | Versenyszám | Lesiklás | Lesiklás | Lesiklás | Műlesiklás | Műlesiklás | Műlesiklás | Műlesiklás | Műlesiklás | Műlesiklás | Műlesiklás | Összesítés | Összesítés |
| Versenyző        | Versenyszám | Lesiklás | Lesiklás | Lesiklás | 1. futam   | 1. futam   | 2. futam   | 2. futam   | Össz.      | Össz.      | Össz.      | Összesítés | Összesítés |
| Versenyző        | Versenyszám | Idő      | Pont     | Hely.    | Idő        | Hely.      | Idő        | Hely.      | Idő        | Pont       | Hely.      | Pont       | Helyezés   |
| ---------------- | ----------- | -------- | -------- | -------- | ---------- | ---------- | ---------- | ---------- | ---------- | ---------- | ---------- | ---------- | ---------- |
| Balatoni Levente | Összetett   | 6:36,6   | 72,47    | 38.      | nem indult | nem indult | kiesett    | kiesett    | kiesett    | kiesett    | kiesett    | kiesett    | kiesett    |
| Csík Imre        | Összetett   | 5:48,2   | 82,54    | 21.      | 1:48,5     | 31.        | 2:08,2     | 32.        | 3:56,7     | 61,93      | 32.        | 72,24      | 30.        |
| Kővári Károly    | Összetett   | 6:00,4   | 79,74    | 27.      | 1:44,8     | 29.*       | 1:43,6     | 27.        | 3:28,4     | 70,35      | 28.        | 75,05      | 27.        |
| Szalay László    | Összetett   | 6:14,4   | 76,76    | 32.      | 1:27,6     | 10.        | 1:29,9     | 12.        | 2:57,5     | 82,59      | 12.        | 79,68      | 19.        |

## Északi összetett
| Versenyző     | Sífutás       | Sífutás       | Sífutás       | Síugrás  | Síugrás  | Síugrás  | Síugrás  | Síugrás | Síugrás | Összesítés | Összesítés |         |
| Versenyző     | Sífutás       | Sífutás       | Sífutás       | 1. ugrás | 1. ugrás | 2. ugrás | 2. ugrás | Össz.   | Össz.   | Összesítés | Összesítés |         |
| Versenyző     | Idő           | Pont          | Hely.         | Távolság | Pont     | Távolság | Pont     | Pont    | Hely.   | Pont       | Helyezés   |         |
| ------------- | ------------- | ------------- | ------------- | -------- | -------- | -------- | -------- | ------- | ------- | ---------- | ---------- | ------- |
| Kővári Károly | nem ért célba | nem ért célba | nem ért célba | kiesett  | kiesett  | kiesett  | kiesett  | kiesett | kiesett | kiesett    | kiesett    | kiesett |
| Szalay László | nem ért célba | nem ért célba | nem ért célba | kiesett  | kiesett  | kiesett  | kiesett  | kiesett | kiesett | kiesett    | kiesett    | kiesett |

* - egy másik versenyzővel azonos eredményt ért el

## Gyorskorcsolya
| Versenyző       | Versenyszám | Eredmény | Helyezés |
| --------------- | ----------- | -------- | -------- |
| Hídvéghy László | 1500 m      | 2:29,0   | 25.*     |
| Hídvéghy László | 5000 m      | 8:53,2   | 17.      |
| Hídvéghy László | 10 000 m    | 18:04,0  | 14.      |

* - egy másik versenyzővel azonos eredményt ért el

## Jégkorong
| Név              | Mérkőzések száma | Gólok száma | Helyezés |
| ---------------- | ---------------- | ----------- | -------- |
| Barcza Miklós    | 6                | 0           | 7.       |
| Hircsák István   | 6                | 0           | 7.       |
| Farkas Mátyás    | 1                | 0           | 7.       |
| Gergely András   | 2                | 0           | 7.       |
| Gergely László   | 4                | 0           | 7.       |
| Háray Béla       | 5                | 4           | 7.       |
| Helmeczi Frigyes | 1                | 0           | 7.       |
| Jeney Zoltán     | 5                | 1           | 7.       |
| Minder Sándor    | 6                | 2           | 7.       |
| Miklós Sándor    | 6                | 8           | 7.       |
| Monostori Ferenc | 1                | 0           | 7.       |
| Róna László      | 6                | 1           | 7.       |
| Szamosi Ferenc   | 6                | 0           | 7.       |

### Eredmények
Csoportkör
C csoport
| Csapat        | M | Gy | D | V | G+ | G– | Gk  | P |
| ------------- | - | -- | - | - | -- | -- | --- | - |
| Csehszlovákia | 3 | 3  | 0 | 0 | 10 | 0  | +10 | 6 |
| Magyarország  | 3 | 2  | 0 | 1 | 14 | 5  | +9  | 4 |
| Franciaország | 3 | 1  | 0 | 2 | 4  | 7  | –3  | 2 |
| Belgium       | 3 | 0  | 0 | 3 | 4  | 20 | –16 | 0 |

| 1936. február 6. 16:45 | Magyarország (HUN) | 11 – 2 (1 – 1, 2 – 0, 8 – 1) | Belgium | Kunsteis Olimpiai Stadion |

|                                                         |       |                              |  | Játékvezető: Lefébure, Steinke (GER) |
| \| Miklós 5 \| Gólok \| van Reyschool P., Pootmans 1 \| |       |                              |  |                                      |
|                                                         |       |                              |  |                                      |
|                                                         |       |                              |  |                                      |
| Miklós 5                                                | Gólok | van Reyschool P., Pootmans 1 |  |                                      |

| 1936. február 7. 14:30 | Magyarország (HUN) | 3 – 0 (0 – 0, 1 – 0, 2 – 0) | Franciaország | Rießersee |

|                            |       |  |  | Játékvezető: Brown (USA), Schmidt (GER) |
| \| Miklós 2 \| Gólok \| \| |       |  |  |                                         |
|                            |       |  |  |                                         |
|                            |       |  |  |                                         |
| Miklós 2                   | Gólok |  |  |                                         |

| 1936. február 8. 14:30 | Csehszlovákia (TCH) | 3 – 0 (1 – 0, 1 – 0, 1 – 0) | Magyarország | Kunsteis Olimpiai Stadion |

|                                                 |       |  |  | Játékvezető: Loicq (BEL), Brown (USA) |
| \| Kucera, Jirotka Z., Malecek 1 \| Gólok \| \| |       |  |  |                                       |
|                                                 |       |  |  |                                       |
|                                                 |       |  |  |                                       |
| Kucera, Jirotka Z., Malecek 1                   | Gólok |  |  |                                       |

Középdöntő
A csoport
| Csapat         | M | Gy | D | V | G+ | G– | Gk  | P |
| -------------- | - | -- | - | - | -- | -- | --- | - |
| Nagy-Britannia | 3 | 2  | 1 | 0 | 8  | 3  | +5  | 5 |
| Kanada         | 3 | 2  | 0 | 1 | 22 | 4  | +18 | 4 |
| Németország    | 3 | 1  | 1 | 1 | 5  | 8  | –3  | 3 |
| Magyarország   | 3 | 0  | 0 | 3 | 2  | 22 | –20 | 0 |

| 1936. február 11. 20:00 | Németország (GER) | 2 – 1 (0 – 0, 1 – 0, 1 – 1) | Magyarország | Kunsteis Olimpiai Stadion |

|                                                            |       |          |  | Játékvezető: Tupalski (POL), Brown (USA) |
| \| v. Bethmann-Hollweg, Jaenecke 1 \| Gólok \| Miklós 1 \| |       |          |  |                                          |
|                                                            |       |          |  |                                          |
|                                                            |       |          |  |                                          |
| v. Bethmann-Hollweg, Jaenecke 1                            | Gólok | Miklós 1 |  |                                          |

| 1936. február 12. 14:30 | Kanada (CAN) | 15 – 0 (3 – 0, 9 – 0, 3 – 0) | Magyarország | Kunsteis Olimpiai Stadion |

|                                      |       |  |  | Játékvezető: Kreisel (GER), Erhardt (GBR) |
| \| Murray, Sinclair 3 \| Gólok \| \| |       |  |  |                                           |
|                                      |       |  |  |                                           |
|                                      |       |  |  |                                           |
| Murray, Sinclair 3                   | Gólok |  |  |                                           |

| 1936. február 13. 9:00 | Nagy-Britannia (GBR) | 5 – 1 (1 – 0, 3 – 1, 1 – 0) | Magyarország | Kunsteis Olimpiai Stadion |

|                                   |       |         |  | Játékvezető: Brown (USA), Schmidt (GER) |
| \| Davey 2 \| Gólok \| Jeney 1 \| |       |         |  |                                         |
|                                   |       |         |  |                                         |
|                                   |       |         |  |                                         |
| Davey 2                           | Gólok | Jeney 1 |  |                                         |

| Csapat       | Helyezés |
| ------------ | -------- |
| Magyarország | 8.       |

## Műkorcsolya
| Versenyző                              | Versenyszám  | Kötelező elemek   | Kötelező elemek | Kűr               | Kűr   | Összesítés                     | Összesítés                     | Összesítés                     | Összesítés                     | Összesítés                     | Összesítés                     | Összesítés                     | Összesítés                     | Összesítés                     | Összesítés        | Összesítés  | Összesítés | Összesítés |
| Versenyző                              | Versenyszám  | Kötelező elemek   | Kötelező elemek | Kűr               | Kűr   | Helyezési pontszámok bírónként | Helyezési pontszámok bírónként | Helyezési pontszámok bírónként | Helyezési pontszámok bírónként | Helyezési pontszámok bírónként | Helyezési pontszámok bírónként | Helyezési pontszámok bírónként | Helyezési pontszámok bírónként | Helyezési pontszámok bírónként | Több. hely. száma | Hely. össz. | Pont       | Helyezés   |
| Versenyző                              | Versenyszám  | Több. hely. száma | Hely.           | Több. hely. száma | Hely. | 1                              | 2                              | 3                              | 4                              | 5                              | 6                              | 7                              | 8                              | 9                              | Több. hely. száma | Hely. össz. | Pont       | Helyezés   |
| -------------------------------------- | ------------ | ----------------- | --------------- | ----------------- | ----- | ------------------------------ | ------------------------------ | ------------------------------ | ------------------------------ | ------------------------------ | ------------------------------ | ------------------------------ | ------------------------------ | ------------------------------ | ----------------- | ----------- | ---------- | ---------- |
| Terták Elemér                          | Férfi egyéni | 4×9+              | 9.              | 4×7+              | 8.    | 10,0                           | 9,0                            | 9,0                            | 8,0                            | 9,0                            | 3,0                            | 8,0                            |                                |                                | 6×9+              | 56,0        | 2652,3     | 8.         |
| Pataky Dénes                           | Férfi egyéni | 4×8+              | 7.              | 4×11+             | 11.   | 9,0                            | 12,0                           | 12,0                           | 11,0                           | 7,0                            | 2,0                            | 7,0                            |                                |                                | 4×9+              | 60,0        | 2623,3     | 9.         |
| Botond Éva                             | Női egyéni   | 4×12+             | 11.             | 5×18+             | 18.   | 13,0                           | 15,0                           | 12,0                           | 15,0                           | 15,0                           | 17,0                           | 19,0                           |                                |                                | 5×15+             | 106,0       | 2492,5     | 15.        |
| Rotter Emília Szollás László           | Páros        |                   |                 |                   |       | 6,0                            | 3,0                            | 3,5                            | 5,0                            | 4,0                            | 3,0                            | 3,0                            | 1,0                            | 4,0                            | 7×4+              | 32,5        | 97,6       |            |
| Szekrényesy Piroska Szekrényesy Attila | Páros        |                   |                 |                   |       | 3,5                            | 5,0                            | 6,0                            | 4,0                            | 3,0                            | 5,0                            | 5,0                            | 4,0                            | 3,0                            | 5×4+              | 38,5        | 95,8       | 4.         |